# Planctologie

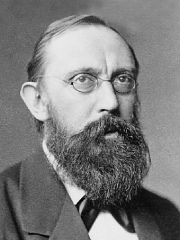
Victor Hensen (1835-1924), zoologiste allemand qui jeta les bases de l'océanographie biologique. Il est l'inventeur du mot « plancton ».

La planctologie ou planctonologie est une branche de l'océanographie qui s'intéresse aux organismes vivants en suspension tant dans les océans qu'en eaux douces, repris sous le nom générique de « plancton » et qui, végétal et animal, constituent la base de la chaine alimentaire en milieu aquatique. Les spécialistes de l'étude de ces organismes sont appelés « planctonologistes », « planctologistes » ou « planctologues ».
On distingue également la palyno-planctologie, qui étudie les microfossiles tant végétaux qu'animaux, dont la taille est comprise entre 500 et 5 μm

## Étymologie
Le terme, de création récente est dérivé du mot plancton (1893), lui-même tiré de l'allemand plankton (1887) formé par le physiologiste allemand Victor Hensen d'après le grec πλανκτος (planktos), « qui vogue au hasard ».

## Planctologistes
- Victor Hensen
- Grethe Rytter Hasle

### Articles
- Serge Frontier et Frédéric Ibanez, « Utilisation d'une cotation d'abondance fondée sur une progression géométrique, pour l'analyse des composantes principales en écologie planctonique », Journal of Experimental Marine Biology and Ecology, vol. 14, no 3, avril 1974, p. 217-224.

### Ouvrages
- Tregouboff, Grégoire  (1978), Manuel De Planctonologie Méditerranéenne, éd. CNRS
- d'Elbée, Jean  (2016), Mémento de planctonologie marine, Ed Quae,  (ISBN 978-2-7592-2413-5), 528 pages, ref:02542
- Geneviève Arzul & Quiniou Françoise (Coordination éditoriale) (2014)  Coordination éditoriale de() Plancton marin et pesticides : quels liens ? Ed Quae,  (ISBN 9782759220359), 144 pages, paru : 01/02/2014